# Ouyang Xiu
Ouyang Xiu (chinois 歐陽修, pinyin Ōuyáng Xiū, Wade-Giles Ou-yang Hsiu, EFEO Ngeou-yang Sieou), né en 1007 à Luling (maintenant Jishui dans le Jianxi), mort en 1072, est un homme d'État et écrivain chinois.
Il a pour pseudonyme (hao) Zuiweng, « le Vieil Ivrogne », et comme nom posthume Ouyang Wenzhong.

## Biographie
Son père meurt quand il a quatre ans. Ouyang Xiu vit alors dans la pauvreté. Mais, autodidacte, il réussit à devenir docteur en 1030. Il devient commissaire adjoint aux Affaires militaires, puis ministre. L'agitation provoquée par les réformes de Wang Anshi lui vaut un bannissement. Rappelé en 1071, il termine sa carrière comme second précepteur du prince héritier.
Ouyang Xiu alliait en politique conservatisme, humanité et tolérance.

## Œuvre
Ouyang Xiu est l'un des auteurs majeurs des Song du Nord. Son œuvre comprend des ouvrages historiques : la Nouvelle Histoire des Tang et la Nouvelle Histoire des Cinq Dynasties (Xin Wudaishi) ; un essai sur la poésie, Shi benyi ; des commentaires sur le Yijing ; quantité d'écrits officiels, d'essais, de dissertations et autres écrits ainsi que de la poésie et de la prose littéraire. En poésie, il est l'auteur de poèmes réguliers (shi), de proses poétiques (fu), de ci. Mais c'est surtout grâce à sa prose littéraire qu'Ouyang Xiu est passé à la postérité. Il a pour maître dans ce domaine l'écrivain des Tang Han Yu. Simplicité, naturel et pureté du langage en sont les principales caractéristiques. Ses chefs-d'œuvre se trouvent dans ses lettres et dans ses préfaces (ji, « relations »), l'un de ses textes les plus connus étant la Relation du kiosque du vieil ivrogne.
Son traditionalisme en politique ne l'a pas empêché de rédiger des poèmes qui peuvent se montrer à l'occasion fort érotiques.
Ouyang Xiu impose définitivement la prose à l'ancienne (guwen) sous les Song, au détriment du style de la prose en phrases accouplées (pianwen). Il était considéré comme un maître par les trois Su (Su Shi, Su Xun, Su Che), Zeng Gong ou Wang Anshi. Ce dernier, bien que devenu son adversaire politique, a néanmoins tenu à rédiger son éloge funèbre,.
Dans le cadre du renouveau du confucianisme, Ouyang Xiu fait partie du groupe des confucéens du début des Song tournés vers l'action, tels Sun Fu (992-1057), Hu Yuan (993-1059) ou Shi Jie (1005-1045). Dans la lignée du penseur de la fin des Royaumes combattants Xunzi, Ouyang retient du Livre des mutations (Yijing) non les spéculations divinatoires ou cosmologiques, mais de quoi régler sa conduite selon des critères conformes à la morale définie dans l'Antiquité. Pour les partisans de la « prose à l'ancienne », il s'agit moins d'imiter le style des Anciens que d'y trouver des principes permanents.

## Traductions
- Paul Demiéville (dir.), Anthologie de la poésie chinoise classique, Paris, Gallimard, 1962, rééd. coll. « Poésie » Ngeou-yang Sieou, p. 358-360 et 402-403
- (en) « Twenty-one Tz'u by Ou-yang Hsiu » (translated by Teresa Yee-wha Yü), Renditions, numéros 11-12, 1979 [PDF] [lire en ligne]
- Jacques Pimpaneau, Anthologie de la littérature chinoise classique, Philippe Picquier, 2004 Ouyang Xiu, p. 376-385
- (en) Passages from Ouyang Xiu 歐陽修, A Record of Collected Antiquity, Jigu Lu 集古錄, translated by Duncan M. Campbell, Timothy Cronin and Cindy Ho, China Heritage Quarterly, no  24, décembre 2010 [lire en ligne]